# Mark Smeaton
Mark Smeaton (ur. około 1513, zm. 17 maja 1536) –  muzyk (śpiewał, grał na lutni i organach) na dworze królewskim w Anglii.
Pochodził prawdopodobnie z Flandrii. Od 1529 wchodził w skład muzyków na dworze królewskim Henryka VIII, przechodząc ze służby u Tomasza Wolseya. 30 kwietnia 1536 został aresztowany z powodu domniemanego romansu z królową Anną Boleyn. Wkrótce pod tym samym zarzutem aresztowano jeszcze 4 mężczyzn, w tym brata królowej Jerzego. Jako jedyny z całej 5 oskarżonych Mark przyznał się do stawianych mu zarzutów, prawdopodobnie pod wpływem stosowanych wobec niego tortur m.in. łamania kołem. Inna wersja mówi o tym, że Tomasz Cromwell pragnący upadku Anny Boleyn stosował wobec Marka silny nacisk psychologiczny, być może połączony ze stosowaniem przemocy celem uzyskania wygodnych dla siebie zeznań. Tylko Mark ze względu na swoje nieszlacheckie pochodzenie, został potraktowany w ten sposób. 
Mark został uznany winnym zdrady stanu i cudzołóstwa z królową, w efekcie czego został ścięty 17 maja 1536 r. Anna Boleyn została stracona 2 dni później.